# 恋愛偏差値
『恋愛偏差値』（れんあいへんさち）は、2002年7月4日から9月19日までフジテレビ系「木曜劇場」枠で放送されたテレビドラマ。
1クールで4話完結の物語を3作品放送するというリレー方式の連続ドラマ。原作は唯川恵の小説。主演は、第一章は中谷美紀、第二章は常盤貴子、第三章は財前直見と柴咲コウのW主演で務めた。なお、バーのマスター役でつんく♂が全編通して出演している。

## 〈第一章〉燃えつきるまで

### 放送期間
- 2002年7月4日 - 7月25日、フジテレビ系「木曜劇場」枠（木曜 22:00 - 22:54）。初回は15分拡大で22:00 - 23:09。全4話。

### キャスト
- 山村 怜子〈28〉 - 中谷美紀
- リュージ〈22〉 - 岡田准一（当時V6）
- 本田 恵美〈25〉 - 菊川怜
- 田代 恭子〈29〉 - 中島知子（当時オセロ）
- 砂川 真樹子〈30〉 - 木村多江
- 沢田 耕一郎〈29〉 - 関口知宏
- 久賀 聡子〈33〉 - 宮崎優子
- 君島 秀明〈40〉 - おかやまはじめ
- 砂川 正男〈35〉 - 大高洋夫
- 川野 充〈33〉 - 平尾良樹
- 前田 武男〈50〉 - 渡辺憲吉
- 森川 歩〈34〉 - つんく♂（シャ乱Q）
- 橘 美穂〈28〉 - 篠原涼子

### スタッフ
- 原作 - 唯川恵「燃えつきるまで」（幻冬舎刊）
- 脚本 - 都築浩
- 演出 - 佐藤祐市（共同テレビ）、久保田哲史（フジテレビ）
- 音楽 - 鷺巣詩郎、DJ GOMI（Rhythmedia Tribe）
- 主題歌 - MISIA「眠れぬ夜は君のせい」（Rhythmedia Tribe）
- 挿入歌 - KRUD「メイアイ」（SME Records）
- プロデュース - 栗原美和子（フジテレビ）、井口喜一（共同テレビ）
- 制作 - フジテレビ、共同テレビ

### 放送日程
| 各話                                                       | 放送日        | サブタイトル                      | 脚本   | 演出       | 視聴率 |
| ---------------------------------------------------------- | ------------- | --------------------------------- | ------ | ---------- | ------ |
| 第1話                                                      | 2002年7月4日  | 失恋                              | 都築浩 | 佐藤祐市   | 12.4%  |
| 第2話                                                      | 2002年7月11日 | 嫉妬                              | 都築浩 | 佐藤祐市   | 11.1%  |
| 第3話                                                      | 2002年7月18日 | 涙のストーカー                    | 都築浩 | 久保田哲史 | 13.8%  |
| 第4話 （最終話）                                           | 2002年7月25日 | 最終話・この結末をどう思いますか… | 都築浩 | 佐藤祐市   | 13.8%  |
| 平均視聴率 12.8%（視聴率は関東地区・ビデオリサーチ社調べ） |               |                                   |        |            |        |

## 〈第二章〉Party

### 放送期間
- 2002年8月1日 - 8月22日、フジテレビ系「木曜劇場」枠（木曜 22:00 - 22:54）。初回は15分拡大で22:00 - 23:09。全4話。

### キャスト
- 高宮 琴子〈29〉 - 常盤貴子
- 夏目 勇作〈29〉 - 稲垣吾郎（当時SMAP）
- 守屋 俊平〈32〉 - 山口智充（当時DonDokoDon）
- 田島 真央〈24〉 - 金子さやか
- 近田 武〈17〉 - 武内幸太朗（当時ジャニーズJr.）
- 沢井 卓治〈60〉 - 佐藤允
- 的場 圭介〈35〉 - 甲本雅裕
- 大曽根 聡子〈48〉 - 大島蓉子
- 夏目 正勝〈65〉 - 清水絋治
- 矢部 正隆 - 中丸新将
- 寿 育江〈50〉 - 鷲尾真知子
- 森川 歩〈34〉 - つんく♂（シャ乱Q）
- 水沢 環〈30〉 - 細川直美

### スタッフ
- 原作 - 唯川恵「泣かないで パーティーはこれから」（幻冬舎文庫刊）
- 脚本 - いずみ吉紘
- 演出 - 木下高男（共同テレビ）
- 音楽 - 鷺巣詩郎、DJ GOMI（Rhythmedia Tribe）
- 主題歌 - MISIA「眠れぬ夜は君のせい」（Rhythmedia Tribe）
- 挿入歌 - KRUD「メイアイ」（SME Records）
- プロデュース - 栗原美和子（フジテレビ）、井口喜一（共同テレビ）
- 制作 - フジテレビ、共同テレビ

### 放送日程
| 各話                                                       | 放送日        | サブタイトル                                  | 脚本       | 演出     | 視聴率 |
| ---------------------------------------------------------- | ------------- | --------------------------------------------- | ---------- | -------- | ------ |
| 第1話                                                      | 2002年8月1日  | 29歳で失業‼ それでも恋は始まった              | いずみ吉紘 | 木下高男 | 13.1%  |
| 第2話                                                      | 2002年8月8日  | SEXから始まる恋…謎の男の正体は?               | いずみ吉紘 | 木下高男 | 11.8%  |
| 第3話                                                      | 2002年8月15日 | 破局…温かい男の大逆転?                        | いずみ吉紘 | 木下高男 | 9.4%   |
| 第4話 （最終話）                                           | 2002年8月22日 | 最終話・29歳の結論。恋と人生正解は1つじゃない | いずみ吉紘 | 木下高男 | 10.3%  |
| 平均視聴率 11.2%（視聴率は関東地区・ビデオリサーチ社調べ） |               |                                               |            |          |        |

## 〈第三章〉彼女の嫌いな彼女

### 放送期間
- 2002年8月29日 - 9月19日、フジテレビ系「木曜劇場」枠（木曜 22:00 - 22:54）。最終話は15分拡大で22:00 - 23:09。全4話。

### キャスト
- 川原 瑞子〈34〉 - 財前直見
- 吉沢 千絵〈22〉 - 柴咲コウ
- 冴木 行彦〈27〉 - 柏原崇
- 加納 司〈23〉 - 海東健
- 戸田 美和〈34〉 - 網浜直子
- 伊東 恭子〈22〉 - 木内晶子
- 小田 ゆかり〈22〉 - 矢作美樹
- 早坂 裕美子〈24〉 - 西野妙子
- 柴野 真弓〈34〉 - 吉田昌美
- 森川 歩〈34〉 - つんく♂（シャ乱Q）
- 大友 史郎〈38〉 - 柳葉敏郎

### スタッフ
- 原作 - 唯川恵「彼女の嫌いな彼女」（幻冬舎文庫刊）
- 脚本 - 坂元裕二
- 演出 - 久保田哲史（フジテレビ）、佐藤祐市（共同テレビ）
- 音楽 - 鷺巣詩郎、DJ GOMI（Rhythmedia Tribe）
- 主題歌 - MISIA「眠れぬ夜は君のせい」（Rhythmedia Tribe）
- 挿入歌 - KRUD「メイアイ」（SME Records）
- プロデュース - 栗原美和子（フジテレビ）、井口喜一（共同テレビ）
- 制作 - フジテレビ、共同テレビ

### 放送日程
| 各話                                                       | 放送日        | サブタイトル                                | 脚本     | 演出       | 視聴率 |
| ---------------------------------------------------------- | ------------- | ------------------------------------------- | -------- | ---------- | ------ |
| 第1話                                                      | 2002年8月29日 | お局VS腰掛! 最強OL恋愛バトル                | 坂元裕二 | 久保田哲史 | 14.1%  |
| 第2話                                                      | 2002年9月5日  | お局OL三十路の号泣…別れても好きな人         | 坂元裕二 | 久保田哲史 | 11.8%  |
| 第3話                                                      | 2002年9月12日 | 嫉妬の殴り合い! 男の罠にはまった女たち      | 坂元裕二 | 佐藤祐市   | 10.2%  |
| 第4話 （最終話）                                           | 2002年9月19日 | 泣いて怒って最後に笑う…女が強い時代なのです | 坂元裕二 | 久保田哲史 | 11.8%  |
| 平均視聴率 12.0%（視聴率は関東地区・ビデオリサーチ社調べ） |               |                                             |          |            |        |

## 関連商品
DVD
- 恋愛偏差値 DVD-BOX（2003年1月24日発売、パイオニアLDC）
- 恋愛偏差値〈第一章〉燃えつきるまで DVD（2003年1月24日発売、パイオニアLDC）
- 恋愛偏差値〈第二章〉Party DVD（2003年1月24日発売、パイオニアLDC）
- 恋愛偏差値〈第三章〉彼女の嫌いな彼女 DVD（2003年1月24日発売、パイオニアLDC）

サウンドトラック
- 恋愛偏差値 オリジナル・サウンドトラック（2002年8月28日発売、Rhythmedia Tribe）

## 備考
- 『彼女の嫌いな彼女』は1993年に日本テレビ系でも連続ドラマ化されている。